# Vilhelm Vett
Vilhelm Vett (Copenhague, 31 de dezembro de 1879 — Palma de Mallorca, 3 de dezembro de 1962) foi um velejador dinamarquês, medalhista olímpico. Ele competiu nos Jogos Olímpicos de Verão de 1924 na classe 6 Metre e conquistou a medalha de prata na disputa a bordo do Bonzo com Knud Degn e Christian Nielsen. Quatro anos depois, nos Jogos de 1928, ele conquistou sua segunda medalha de prata na mesma classe, desta vez como parte da tripulação da embarcação Hi-Hi ao lado de Aage Høy-Petersen, Niels Otto Møller e Peter Schlütter.